# Adobe Brackets
Brackets — текстовий редактор від компанії Adobe, призначений для редагування JavaScript, HTML і CSS. Початковий код Brackets написаний з використанням вебтехнологій (JavaScript, HTML і CSS) і поширюється під ліцензією MIT. Редактор оформлений у вигляді відокремленого настільного застосунка, для установки якого підготовлені deb-, dmg- і msi- пакети для Linux, OS X і Windows.
Brackets підтримує режим Live-розробки, при якому редагований контент (JavaScript, HTML і CSS) у міру зміни відразу відображається в синхронізованому з редактором вікні браузера — розробник може змінювати вміст і відразу спостерігати до яких наслідків приводять дані зміни. Налагодження також може виконуватися синхронно із браузером, розробник може встановити точку зупину або відкотитися на крок назад при перегляді результатів. Є вбудована підтримка препроцесорів LESS і SCSS. В інтерфейсі застосовується система контекстно-залежних інструментів, що з'являються в міру необхідності в основному вікні розробки. Для розширення можливостей редактора розвивається система доповнень.